# Pentacentrus birmanus
Pentacentrus birmanus är en insektsart som beskrevs av Lucien Chopard 1969. Pentacentrus birmanus ingår i släktet Pentacentrus och familjen syrsor. Inga underarter finns listade i Catalogue of Life.